# Poster

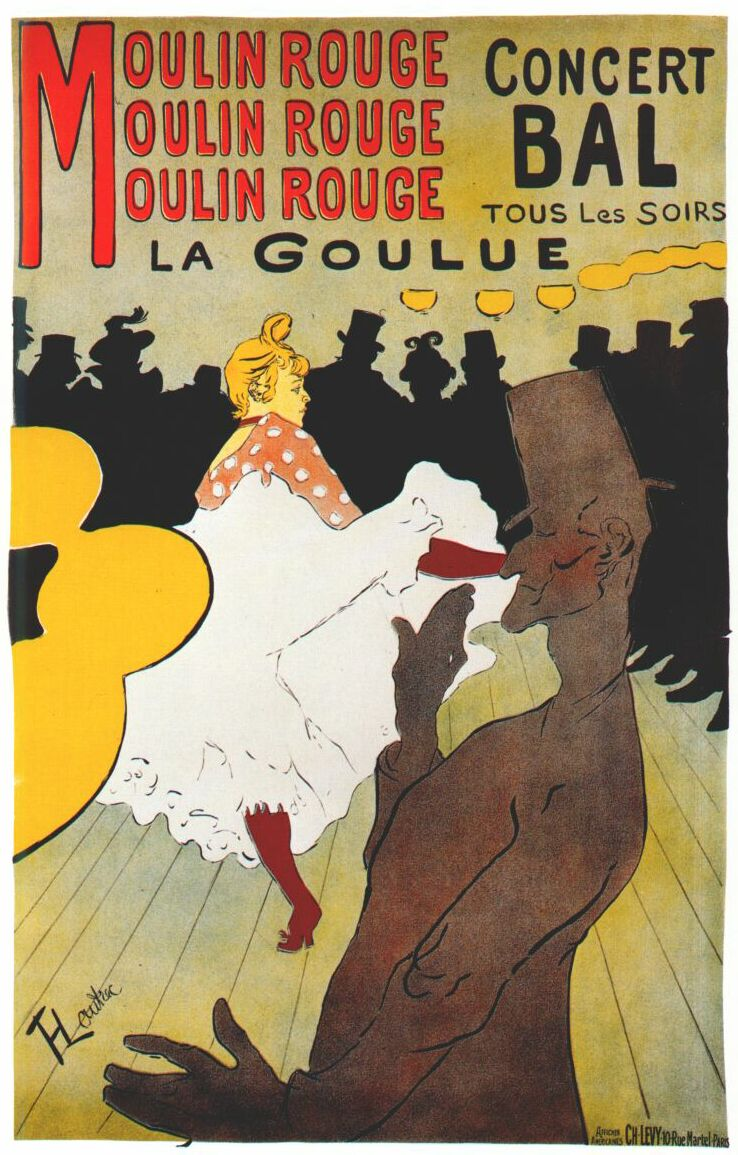
Poster Moulin Rouge, 1891

Un poster este o coală mare de hârtie imprimată ce se lipește pe un perete, pe suprafețe ale structurilor de reclamă stradală sau pe o suprafață verticală. În mod obișnuit posterele sunt compuse atât din elemente grafice cât și din text, deși un poster poate fi complet grafic sau complet compus din text. Posterele sunt realizate în așa fel încât să atragă privirile și în același timp să transmită o anumită informație sau un anumit sentiment.
Posterele pot fi folosite în multe scopuri și sunt de multe ori modalități de promovare ale ideilor și programelor celor ce se ocupă cu publicitatea (în special pentru evenimente muzicale, scenice sau filmice), propaganda, protestele, dar și a altor grupări ce încearcă să transmită un mesaj.
Posterele sunt frecvent folosite pentru promovarea reproducerilor de artă, fiind o modalitate ieftină și accesibilă tuturora de a avea reproduceri de calitate a diferite opere grafice și în special a lucrărilor faimoase. Alt tip de postere sunt cele educaționale, ce pot trata un anumit subiect în scopuri educative. Mulți oameni colecționează postere, iar unele postere faimoase au devenit destul de valoroase. Dimensiunea convențională pentru posterele grafice tinde să fie in jur de 61x91 cm, cu toate că posterele pot fi de aproape orice dimensiune.

## Istoric
Părintele afișului artistic este Jules Cheret, care prefera să utilizeze imagini izbitoare fiind celebru pentru personajele sale feminine. Cheret a creat primul afiș în culori în anul 1867.
La sfărșitul secolului XIX un nou stil artistic a apărut în universul afișului, acesta fiind Art Nouveau, acest stil dominând  scena pariziană până la primul război mondial. După război arta afișului a fost revoluționată de către Leonetto Capiello în anul 1905. Capiello, în designul afișului s-a concentrat doar pe o singură imagine care era plasată pe un fundal monocrom și care atrăgea imediat atenția privitorului.
Polonia este o țară care are o îndelungată tradiție în transmiterea de mesaje de toate genurile prin intermediul artei grafice și a culorilor, însoțite sau nu și de cuvinte, fiind primul  loc din lume unde s-a înființat și funcționează cu succes un muzeu al afișului. După proclamarea statului polonez, în urma Primului Război Mondial, afișul și-a început cu adevărat traiectoria ascendentă și a reușit, încetul cu încetul, să devină un adevărat fenomen la nivel național, recunoscut și în mediile artistice internaționale, care a însoțit îndeaproape momentele zbuciumate din istoria recentă a Poloniei, pentru a le reda așa cum se cuvine.

### Evoluția afișelor
În 1939, afișele aveau să revină  la încurajarea patriotismului polonezilor, sau la mesaje care informau populația despre mersul războiului în plan internațional. După 1945, nou instauratul regim comunist a folosit afișul pentru propaganda de partid, pentru a susține „binefacerile“ sistemului și  prietenia cu Uniunea Sovietică.
Deși cenzura era foarte aspră și doar prietenii regimului puteau trece de ea nevătămați, răspunsul artiștilor care se dedicau afișului nu a întârziat să sosească. Au fost create, din această nevoie, noi modalități de comunicare cu publicul, care provocau reacții intelectuale și emoționale și erau capabile să transmită mesaje sugerate, mascate, care cu greu ar fi putut să se identifice la o primă privire neavizată. Începând din secolul al XX-lea odată cu creșterea publicului consumator, arta afișelor a devenit un mijloc puternic de reclamă și chiar de propagandă. Însă începând din această perioadă apar artiști specializați care își dedică întreaga carieră acestei discipline grafice. Evoluția spectaculoasă a cinematografiei dă un impuls puternic afișului de tip cultural.

## Pin-up

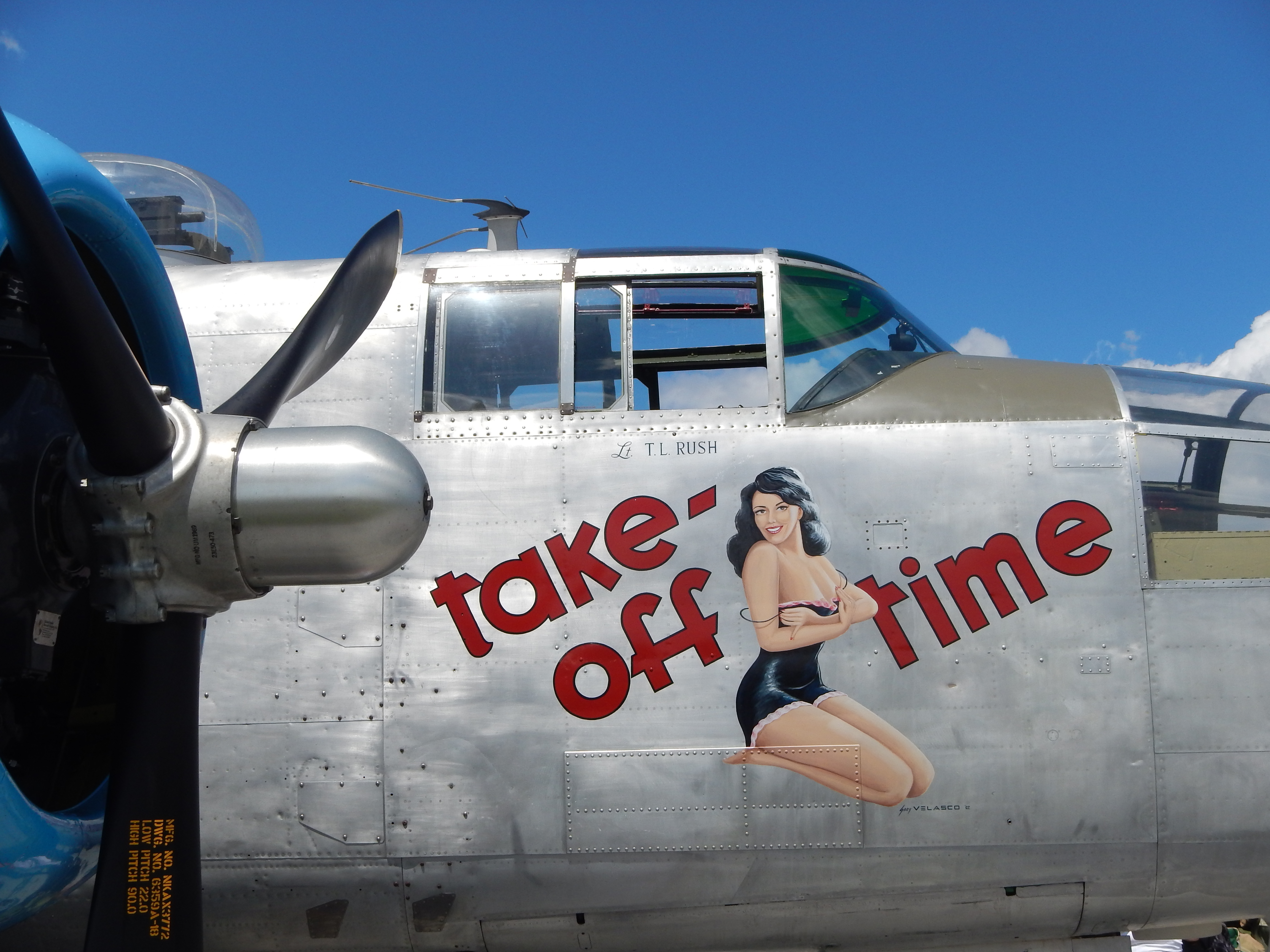
O imagine de fată Pin-up, pe un avion din al Doilea Război Mondial restaurat B-25J Take-off Time

Tot în secolul XX apare noțiunea de pin-up, afișul care se poate ″agăța″ în interior. Exemplul cel mai cunoscut îl constituie Marilyn Monroe, care a debutat ca manechin de pin-up. Pin-up-ul reprezintă realizarea de afișe cu imagini fotografice de o calitate artistică deosebită. Pe lângă chipuri cunoscute și femei frumoase, încep să fie reproduse în afișe și tablouri celebre din istoria artelor.

## Rolul și caracteristicile afișului
Fiind stradal, afișul trebuie să asigure transmiterea foarte rapidă a informației. Scopul afișelor este prezentarea unei informații cu ajutorul unor imagini în așa fel încât imaginea indusă trebuie să fie mult mai puternică decât mesajul direct. Afișul de succes trebuie să fie simplu în exprimare și în primul rând trebuie să atragă. Afișul trebuie să aibă un limbaj ușor ca să poată fi înțeles de toată lumea, de toate categoriile de privitori. Orice afiș trebuie să aibă o idee centrală care să descrie evenimentul a cărei imagine o promovează. În ultimii douăzeci de ani afișul a reușit  să renunțe la ″luptă″ și să se întoarcă la misiunea sa inițială, cea de susținere a campaniilor publicitare și a evenimentelor sociale, artistice și educative.

## Realizatori de postere
| - Róbert Berény (1887 – 1954) - Gino Boccasile (1901 – 1952) - Sándor Bortnyik (1893 – 1976) - Firmin Bouisset (1859 – 1925) - Leonetto Cappiello (1875 – 1942) - Jean Carlu (1900 – 1997) - Adolphe Mouron Cassandre (1901 – 1968) - Angelo Cesselon (1922 – 1992) - Mikhail Cheremnykh (1890 – 1962) - Jules Chéret (1836 – 1932) - Paul Colin (1892 – 1985) | - Henri de Toulouse-Lautrec (1864 – 1901) - Viktor Deni (1893 – 1946) - Nikolai Dolgorukov (1902 – 1980) - Tom Eckersley (1914 – 1995) - Boris Efimov (1900 – 2008) - Jean Michel Folon (1934 – 2005) - Adolf Hohenstein (1854 - 1928) - John Gilroy (1898 – 1985) - Eugène Grasset (1845 – 1917) - Tadeusz Gronowski (1894 – 1990) - Albert Guillaume (1873 – 1942) | - István Irsai (1896 – 1968) - Gustav Klutsis (1895 – 1938) - Privat Livemont (1861 – 1936) - Achille Mauzan (1883 – 1952) - Dmitry Moor (1883 – 1946) - Alfons Mucha (1860 – 1939) - Frank Newbould (1887 – 1951) - Raymond Savignac (1907 – 2002) - Galina Shubina (1902 – 1980) - Théophile Steinlen (1859 – 1923) - B.A. Uspensky (1927 – 2005) |

## Galerie de postere

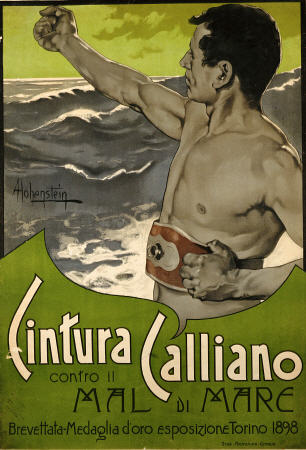
Poster italian, 1898
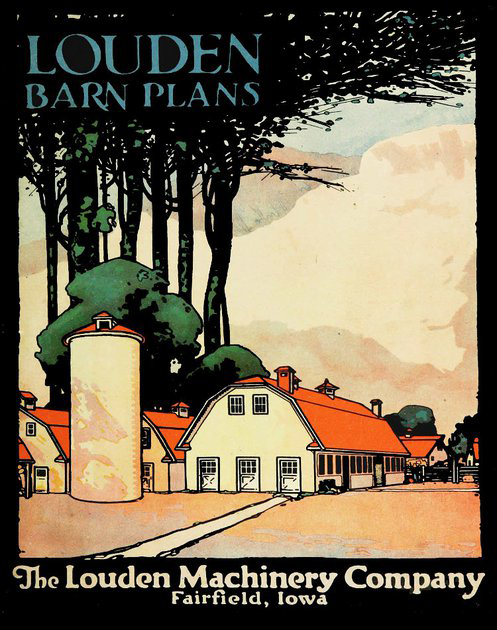
Poster Art Deco din 1920